# John Dewar Denniston
John Dewar Denniston (* 4. März 1887 in Bareilly, Britisch-Indien; † 2. Mai 1949 in Church Stretton, South Shropshire) war ein britischer Altphilologe.
Denniston erwarb einen M. A. und einen D. Litt. in Oxford. 1913 fand er eine Anstellung als Tutorial fellow am Hertford College, die er bis zu seinem Tod innehatte. Er war zugleich Tutor für Griechisch an der Christ Church, Oxford. Fünf Jahre lang gab er die altphilologische Zeitschrift The Classical Quarterly heraus. Er war Fellow der British Academy und trug den OBE (Order of the British Empire).

## Schriften (Auswahl)
Schriftenverzeichnis in: John D. Denniston, Lo stile della prosa greca. A cura di E. Renna, con una Premessa di M. Gigante, Bari 1993, S. 247–254.
- Greek Literary Criticism. London 1924; Nachdruck New York 1973.
- Cicero, Philippics I and II. Ed. with Introduction and Notes. Oxford 1926, Nachdruck Bristol 1982.
- The Greek Particles. Oxford 1934; zweite Auflage 1954, durchgesehen von Kenneth J. Dover.
- Euripides, Electra. Ed. with a Commentary. Oxford 1939, Nachdruck 1987.
- The Oxford classical Dictionary. Ed. by M. Cary, John D. Denniston, J. W. Duff, Arthur Darby Nock, W. D. Ross, H. H. Scullard. Oxford 1949; zweite Auflage 1970, ed. by N. G. L. Hammond and H. H. Scullard.
- Some Oxford Composition. Oxford 1949.
- Greek Prose Style. Ed. by Hugh Lloyd-Jones. Oxford 1952, Nachdruck Westport, Connecticut 1979.
  - Italienische Übersetzung: Lo stile della prosa greca. A cura di E. Renna, con una Premessa di Marcello Gigante, Bari 1993.
- Aeschylus, Agamemnon. Ed. with an Introduction and Commentary by J. D. D. and Denys Page, Oxford 1957; Nachdruck Oxford 1986.